# Thérèse Pierre
Pour les articles homonymes, voir Pierre.
Thérèse Pierre, née le 5 novembre 1908 à Épernay (Marne) et morte le 26 octobre 1943 à Rennes, est une enseignante et résistante française,.

## Biographie

### Origine familiale
Thérèse Pierre naît le 5 novembre 1908 à Épernay. Elle est la fille de deux instituteurs, René Ernest Pierre et Aline Catherine Francine Amiel.

### Études
Elle fait ses études à l'École normale d’institutrices de Châlons-sur-Marne entre 1924 et 1927. Elle obtient la première partie du professorat en 1929, mais pas la deuxième. Elle rencontre sa compagne, Emma Pitoizet, en 1929.

### Métier et militantisme
Nommée à Évreux, puis à Felletin, chargée d’enseignement à Bar-le-Duc (1934), elle est engagée politiquement et syndicalement, et milite notamment pour la cause de l'Espagne républicaine pendant la guerre d'Espagne.
Elle dirige le Comité des femmes contre la guerre et le fascisme de Bar-le-Duc, qui fait paraître de 1937 à 1939 un bulletin mensuel intitulé Femmes de la Meuse.
Pacifiste militante, elle est expulsée de son domicile en septembre 1939 après une perquisition, et doit quitter la zone des combats de la 3e armée . Elle est mutée en Bretagne, enseignant à Vitré, Redon, et plus tard à Carhaix et Fougères.

### Résistance
À Carhaix, au début de l’année 1942, elle fait la connaissance d’un responsable finistérien de la Résistance, le futur lieutenant-colonel Pascal. Thérèse Pierre a 34 ans et un long passé de militante communiste.
Mutée à Fougères, elle devient responsable de l’arrondissement en septembre 1942, sous le nom de Madeleine, et participe activement à l’organisation de groupes FTP et à leur armement. Elle aura plus de cent hommes sous sa responsabilité. Elle est en relation avec les chefs régionaux mais aussi avec les résistants de la base.

### Arrestation et mort
Elle est arrêtée le 23 octobre 1943 à Fougères par le Sicherheitsdienst (SD, Service de renseignement de la SS).
Torturée par les policiers français du Service de police anti-communiste (SPAC) au point de ne plus pouvoir se déplacer, elle est retrouvée pendue le matin du troisième jour de son incarcération à la prison Jacques-Cartier, sans avoir parlé. Selon le témoignage du commandant FTPF Pétri, il s'agit d'une mise en scène de ses bourreaux pour faire croire à un suicide, après avoir été torturée.

## Hommages

### Odonymie
La Ville de Paris ont nommé un jardin en sa mémoire dans le 17e arrondissement, la promenade Thérèse-Pierre,. Son nom est donné à la station de la Ligne 3b du tramway d'Île-de-France, ouverte à la circulation en 2024, proche de cette rue.
Plusieurs établissements scolaires portent son nom notamment le collège Thérèse-Pierre de Fougères et l'école Thérèse-Pierre de Bar-le-Duc

### Témoignage
À l'occasion de l'inauguration d'une plaque commémorative au collège Thérèse Pierre de Fougères, le 27 octobre 1979, Germaine Guénée, résistante et proche de Thérèse Pierre, lui a rendu cet hommage :

« Elle était d'une prudence et en même temps d'une audace qui lui faisait réussir tout ce qu'elle entreprenait. Il est absolument remarquable qu'aucun résistant, sous ses ordres, n'ait été pris au cours d'actions menées par elle ou avec elle […] Elle passait d'une franche cordialité à de brèves et fulgurantes colères quand la sécurité des Résistants était en péril à cause de négligences ou  bavardages ou imprudences. Elle subjuguait tout le monde depuis les F.T.P. de 17 ans qui auraient  pu être ses fils  jusqu'aux vieux militants qui auraient pu être ses parents »

## Distinctions
Elle reçoit, à titre posthume, les décorations suivantes :
- Chevalier de la Légion d'honneur
- Croix de guerre 1939–1945 avec étoile d’argent
- Médaille de la Résistance française avec rosette (décret du 10 janvier 1947)[15],[16]

#### Publications
- Elles vivaient d'espoir de Claudie Hunzinger, 2010.
- Catherine Dufour, Guide des métiers pour les petites filles qui ne veulent pas finir princesses, chap. 41 : Résistante, éd. Fayard, 2014,  (ISBN 9782213683676)
- Germaine Dulong-Guénée, " Hommage à la Résistance dans le Pays de Fougères ", Le Pays de Fougères, n°22, 1979

#### Documentaire
- Où sont nos amoureuses de Robin Hunzinger, 2007[17]. Ce film retrace son histoire et notamment sa relation amoureuse avec Emma Pitoizet (1906-1987, sa grand-mère maternelle) dans les années 1930 avec qui elle envisageait d'avoir un enfant[18]. Les deux femmes se sont séparées à la suite du mariage d'Emma Pitoizet avec un homme.